# .kg
.kg es el dominio de nivel superior geográfico (ccTLD) para Kirguistán.